# Güigüe
Güigüe é uma cidade venezuelana, capital do município de Carlos Arvelo.